# 卢多维卡·雅各布松
卢多维卡·雅各布松（德語：Ludowika Jakobsson，1884年7月25日—1968年11月1日），芬兰女子花样滑冰运动员。她曾代表芬兰参加1920年夏季奥林匹克运动会花样滑冰比赛，获得双人滑金牌。